# Christophe Brandt
Christophe Brandt (nascido em 6 de maio de 1977) é um ex-ciclista de estrada profissional belga. Começou sua carreira com a Saeco, mas depois de um ano transferiu-se para a equipe Lotto e lá permaneceu pelo resto de sua carreira. No início de 2000 foi um bom ciclista nas Grandes Voltas, como um 14º lugar no Giro d'Italia e 33º no Tour de France. No ano de 2004, ele retornou um teste positivo para a metadona. Ele acreditava que o teste foi resultado de um suplemento nutricional contaminado que ele tinha ingerido para curar um problema no fígado. O químico que tinha preparado a prescrição de Brandt confirmou que ele estava trabalhando com metadona no mesmo dia que ele tinha preparado a prescrição de Brandt. Isso não satisfez a gestão da equipe de Brandt, que o demitiu. No entanto, no final do ano, a Federação Belga de Ciclismo exonerou Brandt, e sua equipe, Lotto, a recontratou. Ficou com a equipe por resto de sua carreira, antes de retirar-se da competição em 2010. É atual treinador de jovens ciclistas no departamento de Ciclismo da Valônia (Wallon Cycling).

## Pequim 2008
Competiu como representante de seu país na prova de estrada individual nos Jogos Olímpicos de Verão de 2008 em Pequim, embora ele não tenha conseguido terminar a corrida.